# Sigolsheim
Sigolsheim là một xã ở tỉnh Haut-Rhin trong vùng Grand Est ở đông bắc Pháp. Xã này có diện tích 5,8 km², dân số năm 1999 là 1201 người. Khu vực này có độ cao 194 mét trên mực nước biển.